# Люксембурзьке графство
Люксембурзьке графство (лат. Comitatus Luxemburgensis; люксемб. Grofschaft Lëtzebuerg; нім. Grafschaft Luxemburg; фр. Comté de Luxembourg) — васальна держава Священної Римської імперії. Виникло з середньовічного замку Lucilinburhuc («Маленька фортеця») у сучасному місті Люксембург, придбаного Зигфрідом, графом Арденнським у 963 році. Його нащадки Арденно-Люксембурзької династії почали називати себе графами Люксембургу з XI століття. Люксембурзький дім, юнкерська гілка герцогів Лімбурзьких, став однією з найважливіших політичних сил XIV століття, змагаючись із домом Габсбургів за верховенство у Священній Римській імперії.

## Історія

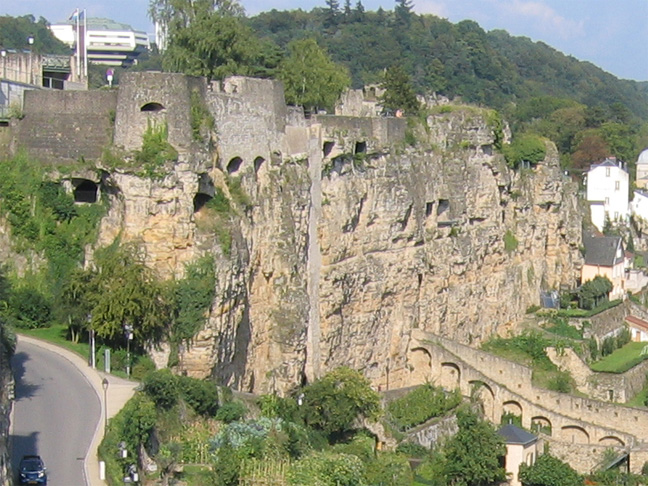
Бок Філс, Люксембург

Історичний регіон Люксембурга у II столітті до нашої ери був заселений кельтськими племенами. Після завоювань Юлія Цезаря під час Галльських воєн з 58 по 51 рік до нашої ери, він був включений до римської провінції Нижня Германія. Після вторгнення німецьких франків зі Сходу під час періоду переселення народів у V столітті регіон Люксембург став частиною Франкського королівства та Каролінзької імперії. Згідно Верденського договору у 843 році Люксембург став частиною Середнього Франкського королівства, потім Лотаринзького королівства в 855 році (Прюмський договір) і, нарешті, Лотаринзького герцогства в 959 році. З 925 року він належав Східному Франкському королівству, попереднику Німецького королівства та Священної Римської імперії, і великі частини належали Ехтернаському абатству.
Від раннього середньовіччя до епохи Відродження автори згадували Люксембург під різними назвами, такими як: Lucilinburhuc, Lutzburg, Lützelburg, Luccelemburc, Lichtburg. Назва зазвичай перекладається з латинської як «маленький замок». Однак сучасні історики вважають, що етимологія слова Люксембург є похідним від слова Letze, що означає укріплення, що могло стосуватися або залишків римської сторожової вежі, або первісного притулку раннього середньовіччя. Перша відома згадка про цю територію була Юлієм Цезарем у його Нотатках про Галльську війну.

## Графство
Зруйноване, імовірно римське, укріплення під назвою Lucilinburhuc вперше згадується в 963 році, коли граф Зигфрід придбав його у Вікеруса, абата абатства Св. Максиміна в Трірі. Зігфрід вперше з'явився близько 950 року. Можливо, він був сином Гілберта, герцога Лотарингії, а його мати Кунігунда була онукою західнофранкського короля Людовіка Заїкаючого. У наступні роки Зігфрід побудував новий замок на місці руїн, на скелі, пізніше названій «Бокфілс». Замок домінував на ділянці старої римської дороги, що сполучала Реймс, Арлон і Трір, що відкривало перспективи для торгівлі та оподаткування. Хоча історія Люксембурга почалася з будівництва замку, схоже, що Зігфрід і його безпосередні наступники не зробили замок своєю основною резиденцією.
Протягом наступних років навколо нового замку виросло невелике містечко та ринок. Першими його мешканцями, ймовірно, були слуги графа Зигфріда та священнослужителі Михайлівської церкви. Незабаром поселення отримало додатковий захист шляхом будівництва часткової міської стіни та рову. На додаток до невеликого містечка біля Бокфільса та римської дороги, ще одне поселення було засноване в долині Альзетт, сьогодні квартал Грунд у Люксембурзі.

До 1060 року фортеця була розширена нащадками Зигфріда. Конрад I (пом. 1086) був першим, хто називав себе «графом Люксембургу». Його син, Генріх III, був першим графом, який, як відомо, встановив там свою постійну резиденцію, оскільки в документі 1089 року він згадується як «comes Henricus de Lutzeleburg». До 1083 року в цьому нижньому місті було дві церкви та мости через річки Альзетт і Петрус. Його жителі займалися рибальством, пекарством, млинарством. У тому ж році на пагорбі за замком Конрадом I, графом Люксембургу, було засновано бенедиктинське абатство Альтмюнстер.

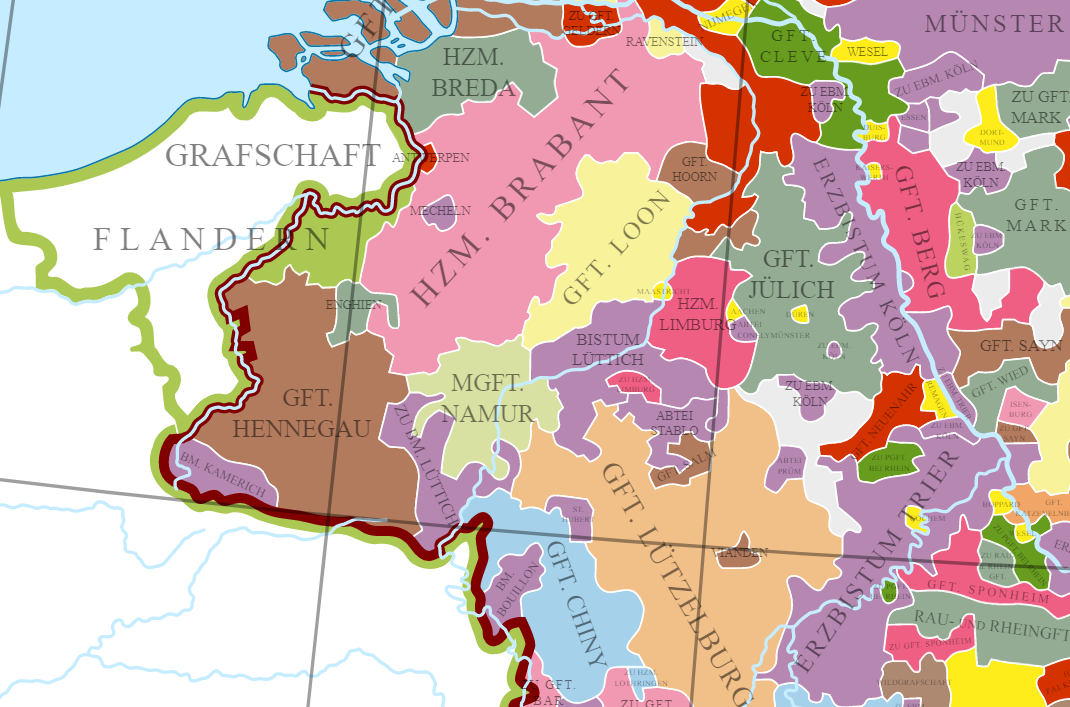
Територія Лютцельбургу (помаранчевий) близько 1250 р

У 1136 році, коли граф Конрад II Люксембурзький помер без спадкоємців, Арденно-Люксембурзька гілка вимерла, і графство, за наказом імператора Лотаря II, перейшло до двоюрідного брата Конрада по материнській лінії Генріха Сліпого з дому Намюр. Коли в 1196 році помер Генріх Сліпий, граф Оттон I Бургундський (син імператора Гогенштауфенів Фрідріха Барбаросси) висунув претензії на трон. Донька Генріха Сліпого, Ермезінда, вийшла заміж за графа Теобальда I Барського, таким чином забезпечивши собі спадкоємство графині Люксембургу.
Місто Люксембург стало центром держави стратегічного значення в Нідерландах. Його укріплення постійно розширювалися та зміцнювалися протягом багатьох років послідовними власниками, що зробило його однією з найсильніших фортець Європи. Завдяки своїй потужній обороні місто стало відомим як «Гібралтар Півночі». Люксембурзькі графи втратили лімбурзьку спадщину, коли зазнали поразки від герцогів Брабантських у битві при Воррінгені 1288 року. Тим не менш, граф Генріх VII, чий батько Генріх VI загинув у бою, залагодив сварку, одружившись з Маргаретою Брабантською в 1292 році. У 1308 році він був обраний королем римлян, а в 1312 році був коронований імператором Священної Римської імперії, першим із трьох імператорів, представлених домом Люксембург. Його син, Іоанн Сліпий, став королем Богемії в 1310 році, після чого династія перенесла свою владу до Празького граду.

## Підвищення до герцогства
Люксембурзьке герцогство було утворено, коли графства Люксембург, Дюрбюї, Ларош і Віанден (васальне графство з 31 липня 1264 року), маркізат Арлон і округи Тьонвіль, Бітбург і Марвіль були об'єднані. Люксембург був незалежним феодальним володінням Священної Римської імперії до 1353 року, коли імператор Люксембургу Карл IV підняв його до статусу герцогства для свого зведеного брата Вацлава I, що заснував династію Люксембургів.
Після вимирання династії Люксембургів в 1443 році герцогство перейшло до володінь герцогів Бургундських з Валуа-Бургундського дому, а в 1482 році, після смерті Марії, дочки загиблого Карла Сміливого — до Австрійського ерцгерцогства. Герцогство було включено до Бургундського кола Священної Римської імперії імператором Карлом V у прагматичній санкції 1549 року. Під час Війн за незалежність Франції Люксембург був приєднаний до департаменту Фор. Після угоди на Віденському конгресі 1815 року частина території колишнього герцогства стала Великим герцогством Люксембурзьким під владою, але не частиною Нідерландського королівства, після чого воно приєдналося до Німецького союзу.